# Lisa Schrage
Lisa Schrage (Vancouver, ...) è un'attrice canadese.
È molto famosa per aver interpretato il ruolo di Mary Lou Maloney nel film horror Prom Night II - Il ritorno.

## Filmografia
- Computer per un omicidio (The Amateur) (1981)
- Walt Disney's Wonderful World of Color, nell'episodio "Young Again" (1986)
- Prom Night II - Il ritorno (Hello Mary Lou: Prom Night II) (1987)
- Dreams Beyond Memory (1987)
- Alfred Hitchcock presenta (Alfred Hitchcock Presents), nell'episodio "Come due gocce d'acqua" (1988)
- Shades of Love: Indigo Autumn (1988) Film TV
- Night Heat (Night Heat), negli episodi "Flashback" (1987), "The Pimp" (1987) e "The Wrong Woman" (1988)
- Ai confini della realtà (The Twilight Zone), nell'episodio "Il baule" (1988)
- Denti assassini (Food of the Gods II) (1989)
- China White (Gwang tin lung fu wui) (1989)
- Sweating Bullets, nell'episodio "Double Fault" (1992)
- Young Again (1995)
- Sentinel (The Sentinel), nell'episodio "Prisoner X" (1998)
- Il dolce inganno  (Sweet Deception) (1998) Film TV
- Assault on Death Mountain (1999) Film TV